# Thracisch
Thracisch is een Indo-Europese taal die vooral in de oostelijke en centrale Balkan werd gesproken door de Thraciërs. Het Thracisch werd verdrongen door het Latijn en het Grieks, doch bleef op bepaalde plaatsen bestaan tot de 6e eeuw na Chr.
Het Thracisch is bekend via glossen, eigennamen en korte inscripties.
Er zijn goede redenen om aan te nemen dat de talen van de Daciërs en Geten in het huidige Roemenië nauw verwant waren aan het Thracisch. Het Thracisch is mogelijk verwant aan het Albanees en het Illyrisch.